# 6945 Dahlgren
6945 Dahlgren este un asteroid din centura principală de asteroizi.

## Descriere
6945 Dahlgren este un asteroid din centura principală de asteroizi. A fost descoperit pe 16 martie 1980 la Observatorul La Silla de Claes-Ingvar Lagerkvist. El prezintă o orbită caracterizată de o semiaxă mare de 2,25 ua, o excentricitate de 0,17 și o înclinație de 7,6° în raport cu ecliptica.